# La camisa negra
La camisa negra (spanisch für „Das schwarze Hemd“) ist ein Lied des kolumbianischen Sängers, Liedtexters und Gitarristen Juanes aus dem Jahr 2004.

## Entstehung und Veröffentlichung
Das Lied wurde vom Interpreten selbst geschrieben, komponiert und produziert. Bei der Produktion wurde er von Gustavo Santaolalla unterstützt.
Die Erstveröffentlichung von La camisa negra erfolgte als Teil von Juanes’ drittem Studioalbum Mi sangre am 27. September 2004. Im Juni 2005 erschien das Lied erstmals als Single in Kolumbien. In Deutschland erschien diese erstmals am 15. Juli 2005.
Das dazugehörige Musikvideo wurde im Oktober 2009 auf YouTube hochgeladen und zählte bis September 2023 über 211 Millionen Aufrufe.
In Italien wurde das als Liebeslied gemeinte Lied zum Politikum. Da die Anhänger Benito Mussolinis als Schwarzhemden bekannt waren, adoptierte die extreme Rechte das Lied, während die Linke zum Boykott aufrief.

## Charts und Chartplatzierungen
| ChartsChartplatzierungen             | Höchstplatzierung | Wochen |
| ------------------------------------ | ----------------- | ------ |
| Deutschland (GfK)                    | 1 (31 Wo.)        | 31     |
| Österreich (Ö3)                      | 1 (34 Wo.)        | 34     |
| Schweiz (IFPI)                       | 1 (70 Wo.)        | 70     |
| Vereinigtes Königreich (OCC)         | 32 (3 Wo.)        | 3      |
| Vereinigte Staaten (Billboard)       | 89 (13 Wo.)       | 13     |
| Vereinigte Staaten (Billboard Latin) | 1 (33 Wo.)        | 33     |

| ChartsJahrescharts (2005) | Platzierung |
| ------------------------- | ----------- |
| Deutschland (GfK)         | 6           |
| Österreich (Ö3)           | 10          |
| Schweiz (IFPI)            | 7           |

| ChartsJahrescharts (2006) | Platzierung |
| ------------------------- | ----------- |
| Schweiz (IFPI)            | 37          |